# Harry Johnstone
Harold Johnstone là một cầu thủ bóng đá người Anh thi đấu ở vị trí tiền vệ cánh trái cho Port Vale từ năm 1921 đến năm 1923. Ông là anh trai của John Johnstone.

## Sự nghiệp thi đấu
Johnstone gia nhập Port Vale vào tháng 3 năm 1921 và có màn ra mắt vào ngày 25 tháng 3 trong trận hòa 1-1 với Barnsley tại The Old Recreation Ground. Em trai của ông, John gia nhập cùng ông tháng sau đó và cặp đôi thi đấu hai trận với nhau ở Second Division trong mùa giải. Ông ghi bàn thắng đầu tiên và duy nhất trong trận hòa 1-1 với West Ham United trên sân Upton Park ngày 23 tháng 4. Tuy nhiên, Harry mất suất ở đội một vào tháng 8 năm 1921 và bị giải phóng hợp đồng cuối mùa giải 1922-23, mà không được thi đấu kể từ tháng 5 năm 1921.

## Thống kê
Nguồn:
| Câu lạc bộ | Mùa giải | Hạng đấu        | Giải quốc nội | Giải quốc nội | Cúp FA  | Cúp FA    | Khác    | Khác      | Tổng    | Tổng      |
| Câu lạc bộ | Mùa giải | Hạng đấu        | Số trận       | Bàn thắng     | Số trận | Bàn thắng | Số trận | Bàn thắng | Số trận | Bàn thắng |
| ---------- | -------- | --------------- | ------------- | ------------- | ------- | --------- | ------- | --------- | ------- | --------- |
| Port Vale  | 1920-21  | Second Division | 8             | 1             | 0       | 0         | 0       | 0         | 8       | 1         |
| Port Vale  | 1921-22  | Second Division | 0             | 0             | 0       | 0         | 0       | 0         | 0       | 0         |
| Port Vale  | 1922-23  | Second Division | 0             | 0             | 0       | 0         | 0       | 0         | 0       | 0         |
| Port Vale  | Tổng     | Tổng            | 8             | 1             | 0       | 0         | 0       | 0         | 8       | 1         |